# Epactoides vondrozoi
Epactoides vondrozoi là một loài bọ cánh cứng trong họ Bọ hung (Scarabaeidae).